# ARES FMG
L'ARES FMG è una pistola mitragliatrice occultabile sperimentale realizzata dalla Ares Incorporated.

## Sviluppo
L'arma è stata disegnata da Francis J. Warin come arma da difesa per personalità ad alto profilo. L'idea pare sia venuta al progettista vedendo l'alto numero di sequestri di VIP avvenuti in America del Sud negli anni '80. Sono stati prodotti alcuni esemplari di pre-serie, ma una vera e propria produzione a livello industriale non è mai avvenuta.

## Descrizione
La pistola mitragliatrice è stata progettata in maniera tale che il calcio potesse essere ripiegata su se stesso in maniera tale da apparire come un semplice contenitore di metallo di piccole dimensioni.
Grazie ad un meccanismo interno la ARES FMG può passare in pochi secondi dalla configurazione "celata" a quella di sparo, e viceversa.
L'arma impiega un caricatore da 20 cartucce derivato da quello dello IMI Uzi, ma è possibile anche utilizzare caricatori da 32 colpi derivati dalla tedesca MP 40. Uno dei prototipi è anche stato dotato del selettore della modalità di fuoco. Il calibro è 9 × 19 mm Parabellum.
Può essere confusa con un mitra, in quanto non può fare a meno per il suo funzionamento di avere il calcio aperto quando si è pronti a fare fuoco, ma la sua struttura e altre caratteristiche la collocano come una pistola mitragliatrice.